# Bastak (shahrestan)
Bastak (persiska: شهرستان بَستَک , Shahrestan-e Bastak) är en shahrestan, delprovins, i södra Iran. Den ligger i provinsen Hormozgan och hade 80 492 invånare år 2016. Administrativt centrum är staden Bastak.